# Корф Модест Андрійович
Корф Модест Андрійович (11(23) вересня 1800, Санкт-Петербург — 2(14)січня 1876, там же) — російський юрист, історик, директор Імператорської публічної бібліотеки (1849—1861), державний діяч. Камергер (1827), статс-секретар (1834), дійсний таємний радник (1854).
Автор мемуарів, які друкувалися в «Русской старине» в 1899—1904.